# 城西街道 (永济市)
城西街道，是中华人民共和国山西省运城市永济市下辖的一个乡镇级行政单位。

## 行政区划
城西街道下辖以下地区：
康乐社区、西厢社区、樱花社区、小张村、北王村、李店村、庄子村、上庄村、水峪口村、太峪口村、介峪口村、太谷屯村、任阳村、太宁村、张志村、张华村、桃李村、吕坂村、西姚温村和东姚温村。